# Silicon Integrated Systems
Silicon Integrated Systems (SiS, cinese tradizionale: 科技 矽统) è una società che produce, tra le altre cose, chipset per schede madri e schede video. La società è stata fondata nel 1987 a Hsinchu Science Park, in Taiwan.